# Brachymeria discreta
Brachymeria discreta är en stekelart som beskrevs av Charles Joseph Gahan 1942. Brachymeria discreta ingår i släktet Brachymeria och familjen bredlårsteklar. Inga underarter finns listade.